# Davor Božinović
Davor Božinović, hrvaški diplomat in politik, * 27. december 1961, Pulj, LR Hrvaška, SFRJ.
V hrvaški vladi je bil od leta 2017 na položaju ministra za notranje zadeve in namestnika predsednika vlade . Pred tem je bil od leta 2010 do 2011 minister za obrambo v kabinetu Jadranke Kosor.
Rodil se je v Puli in diplomiral na zagrebški fakulteti za politične vede; magistriral in doktoriral. Od leta 2002 do 2004 je bil hrvaški veleposlanik v Srbiji in Črni gori. Leta 2004 je bil imenovan za vodjo kabineta predsednika Hrvaške. Od leta 2005 do 2008 je bil vodja misije Republike Hrvaške pri Natu. Septembra 2008 je bil imenovan za državnega sekretarja za evropske integracije na Ministrstvu za zunanje zadeve in evropske integracije (MVPEI), julija 2009 pa za državnega sekretarja za politične zadeve na istem ministrstvu.